# Fiestas de San Blas y Santa Águeda (Mequinenza)
Las Fiestas de San Blas y Santa Águeda es una celebración del municipio de Mequinenza en la provincia de Zaragoza, comunidad autónoma de Aragón que consiste en una festividad que forma parte de la tradición histórica de la localidad por su antigüedad y continuidad a través del tiempo y por la originalidad y diversidad de sus actos, convirtiéndose en un fenómeno turístico con gran atracción de visitantes. Hay constancia de más de 300 años de celebración, con una activa participación de la población local tanto en las celebraciones religiosas como festivas. Éstas fiestas incluyen actos singulares como la entrega del bastón de mando, los concursos de disfraces (tanto infantil como de adultos) así como la elaboración de la "coca" y el "pa beneït". Tienen lugar durante la primera quincena de febrero, están consideradas como las fiestas de invierno de la localidad y desde 2018 gozan del reconocimiento de Fiestas de Interés Turístico de Aragón.

## Origen e historia
Existe constancia de al menos tres siglos de celebración de San Blas y Santa Águeda en Mequinenza, una tradición que se acentuó cuando, con la construcción del embalse de Riba-roja en los años 70, el Pueblo Viejo quedó bajo el río Ebro y el núcleo urbano de la localidad se tuvo que trasladar a su actual ubicación a pocos kilómetros aguas arriba, a orillas del río Segre. Históricamente, la procesión de San Blas corría a cargo de los hombres y la de Santa Águeda a las mujeres, pero la evolución natural de la tradición ha conllevado que en la actualidad las Comisiones de San Blas y Santa Águeda estén exclusivamente formadas por mujeres que adquieren un protagonismo especial durante los días de celebración. San Blas y Santa Águeda tomaron relevancia durante el franquismo, ya que si bien estaba prohibido disfrazarse, Mequinenza continuó desafiando la prohibición impuesta por las autoridades, un hecho que fomentó todavía más el arraigo popular y el carácter singular de la tradición.

## Festividad
La festividad se inicia con la entrega del Bastón de Mando a las Comisiones de San Blas y Santa Águeda, para continuar el día 3 de febrero con las celebraciones religiosas de San Blas y el día 5 con las de Santa Águeda. La jornada concluye con los conocidos concursos de disfraces artesanales para pequeños y mayores, a la vez que diversas y coloridas rúas recorren la población acompañadas de música en directo. Durante las celebraciones se elaboran “coques”, un dulce típico tradicional a base de aceite, harina y agua, a la que se añade un ingrediente secreto que conoce únicamente cada Comisión. El proceso de elaboración de “coques” se transmite de generación en generación a través de las integrantes de la Comisión de San Blas y Santa Águeda.
Tradición, fiesta y color se unen durante las fiestas, llenando la población durante estos días de visitantes nacionales y extranjeros atraídos por la gran espectacularidad de los disfraces hechos a mano. Los grupos desfilan por las calles de la localidad disfrazados con atuendos de personajes históricos, imaginarios o de ficción a ritmo de músicas variadas. Los trabajos de elaboración de los disfraces se inician meses antes de la festividad con un intenso trabajo hecho completamente a mano, fruto de la creatividad y el ingenio en el que se implica toda la población. La festividad de San Blas y Santa Águeda es la expresión del esfuerzo colectivo y la expresión artística de toda la población de Mequinenza, así como una seña de identidad y referente en toda la Comarca del Bajo/Baix Cinca.